# Чакіра
Чакіра (Chaquira) — традиційна прикраса андських народів на території сучасних Перу, Еквадору та Колумбії. Мало широке розповсюдження серед представників знаті інкської імперії Тауантінсую. Інша назва мольо або мулью.

## Опис
Прикраси у вигляді кольє чи намисто, яке переважно носили на шиї або руках, іноді у вухах. Створювалися з маленьких кісточок або обороблених морських мушель. Кольори різноманітні, відповідали кольорам віпали. Сама назва чакіра походить від назви морської мушлі — чакіра. Необороблені мушлі також використовували як прикраси й називали їх мальо або мулью.
Чакіра носили на грудях, руках та голові. Вона виконувала роль не лише прикраси, а використовувалася під час релігійних церемоній. З піднесенням потуги інків їхні володарі та знать стали замовляти собі чакіра із золота й срібла.